# James Scott (skådespelare)
För andra personer med samma namn se James Scott
James Scott, född 14 januari 1979 i Newcastle-upon-Tyne, är en brittisk skådespelare.
Hans första stora skådespelarjobb i USA var i såpan All My Children som Ethan Chambian, 2004-2006. I maj 2006 dök han upp som Elvis "EJ" DiMera i långköraren Våra bästa år. En roll han spelade fram till 31 december 2014.
James Scott studerade på London Academy of Music and Dramatic Art (LAMDA).